# François Thiollet
François Thiollet (ur. 21 października 1975 w Châteaubriant) – francuski polityk, nauczyciel i samorządowiec, poseł do Parlamentu Europejskiego IX kadencji.

## Życiorys
Z wykształcenia i zawodu nauczyciel historii i geografii. W 2023 został wicedyrektorem szkoły średniej w Mer. Działacz Zielonych i następnie ugrupowania Europa Ekologia – Zieloni (EÉLV). Od 2008 przez dwie kadencje był radnym miejskim w Blois, później został radnym w Valencisse. W 2019 dołączył do biura wykonawczego ekologów, w grudniu 2022 został zastępcą sekretarza krajowego swojego ugrupowania.
W wyborach w 2019 bez powodzenia kandydował do Europarlamentu. Mandat posła IX kadencji uzyskał w listopadzie 2023, zastępując zmarłą Michèle Rivasi. Dołączył do frakcji Zielonych i Wolnego Sojuszu Europejskiego.